# Essai d'ouverture
Pour plus de détails, voir Fiche technique et Distribution.
Essai d'ouverture est un court métrage français réalisé par Luc Moullet, sorti en 1988.

## Synopsis
L'inventaire des différentes façons d'ouvrir une bouteille de Coca-Cola lorsque la capsule dévissable en aluminium résiste.

## Fiche technique
- Titre : Essai d'ouverture
- Réalisation : Luc Moullet
- Scénario : Luc Moullet
- Production : Les Films d'ici
- Photographie : Richard Copans
- Montage : Françoise Varin
- Pays d'origine : France
- Format : Couleurs - 16 mm
- Genre : court métrage
- Durée : 15 minutes
- Date de sortie : 1988

## Distribution
- Françoise Buraux
- Richard Copans
- Luc Moullet